# Harput
Koordinaten: 38° 42′ N, 39° 15′ O

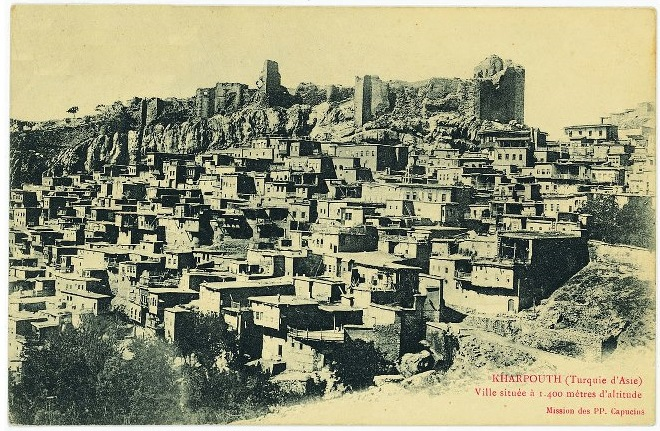
Harput Anfang des 20. Jahrhunderts: Das armenische Viertel unterhalb der Festung existiert nicht mehr.

Harput (armenisch Խարբերդ Charpert) war eine bedeutende historische Stadt in der türkischen Provinz Elazığ. Durch den Ausbau von Elazığ verlor Harput ab dem 19. Jahrhundert seine Bedeutung. 

## Geschichte
Die Zitadelle von Harput – und somit auch die älteste Ansiedlung – geht auf die Urartäer zurück. Die Stadt gehörte zur antiken armenischen Provinz Sophene und wird gelegentlich mit deren Hauptstadt Carcathiocerta  in Verbindung gebracht, die jedoch auch in Eğil lokalisiert wird. Durch den Ausbau der Festung während der byzantinischen Besetzung Armeniens gelangte die Stadt zu größerer Bedeutung, wurde jedoch 1085 von den Seldschuken erobert. Zunächst war Harput Teil des Beyliks der Çubukoğulları, später des Beyliks der Ortoqiden. Des Weiteren herrschten in Harput die Ilchane, das Beylik der Dulkadir, die Aq Qoyunlu, die Safawiden und ab 1516 die Osmanen. Harput war ein wichtiger Ort und später Hauptstadt eines osmanischen Vilayets, darunter das Vilâyet Mamuretül-Aziz.  Zu Beginn des 20. Jahrhunderts zählte Harput zu den wichtigsten Zentren armenischen Lebens im Osmanischen Reich: In der Stadt selbst und den 56 umgebenden Dörfern lebten zusammen 39788 Armenier, im ganzen Vilâyet 124289. Neben fünf armenisch-orthodoxen Kirchen gab es eine protestantische Kirche und zahlreiche Missionsschulen, davon mindestens zwei im 800 Einwohner zählenden assyrischen Viertel, zudem sechs armenische Schulen. Während den Hamidischen Massakern wurden bereits circa 700 Armenier von türkischen Angreifern ermordet. Das Ende der armenischen Bevölkerung brachte jedoch erst der Völkermord an den Armeniern, der in Harput sehr gut dokumentiert ist. Ein ausführlicher Bericht stammt zum Beispiel vom amerikanischen Konsul Leslie A. Davis, der 80 Armenier im Keller der Botschaft in Mezre versteckte. Die gesamte armenische Bevölkerung wurde innerhalb kurzer Zeit deportiert und ermordet, zudem wurde Harput aufgrund seiner zentralen Lage zu einem der größten Vernichtungszentren: Zehntausende Armenier wurden aus anderen Provinzen in die Region verschickt und ermordet, so dass Davis die gesamte Provinz als „Schlachthaus“ bezeichnete. Ein Teil der wenigen Überlebenden, denen die Flucht gelungen war, gründeten 1929 in Armenien das Dorf Nor Kharberd (Neu-Kharberd).

## Sehenswürdigkeiten

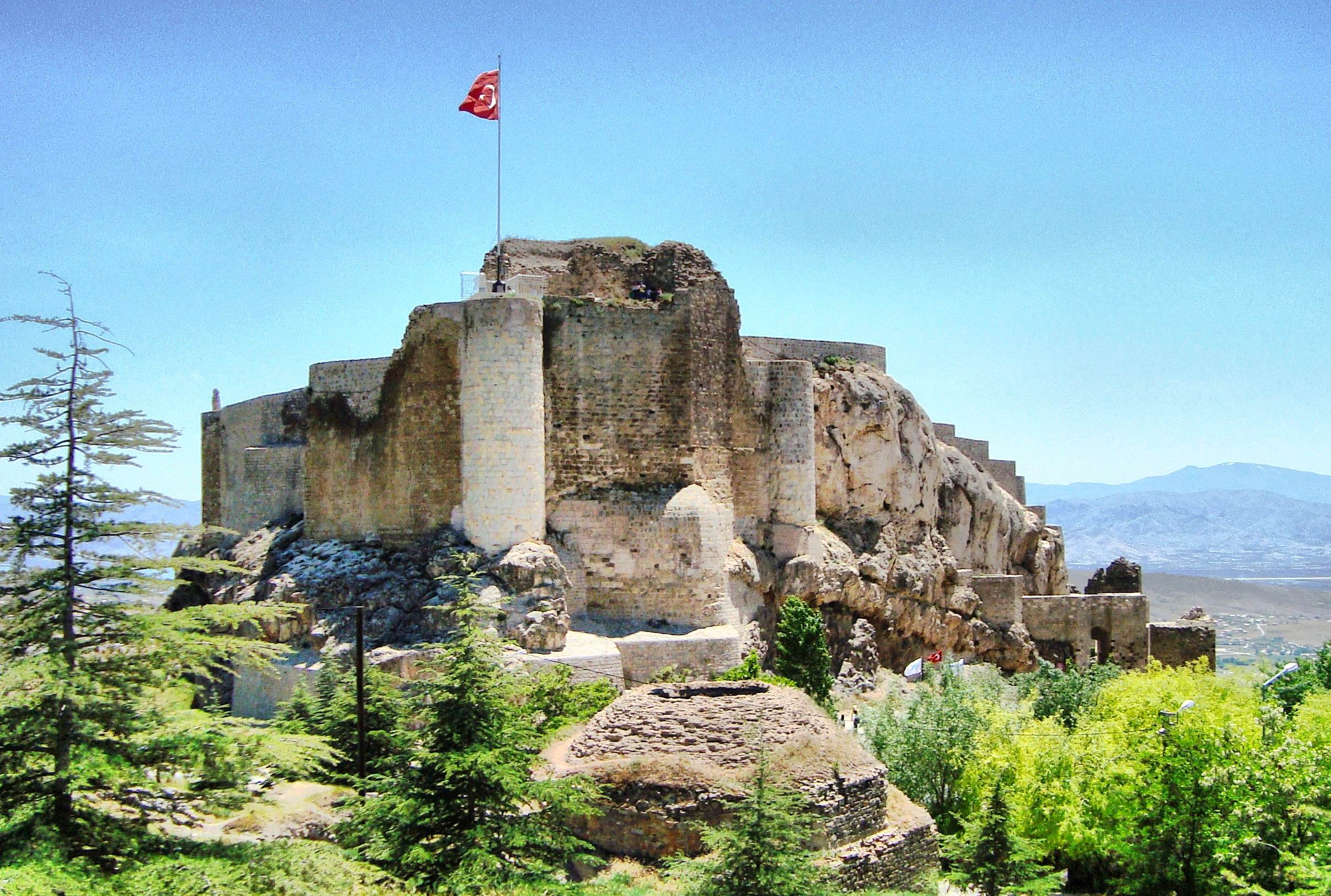
Festung von Harput

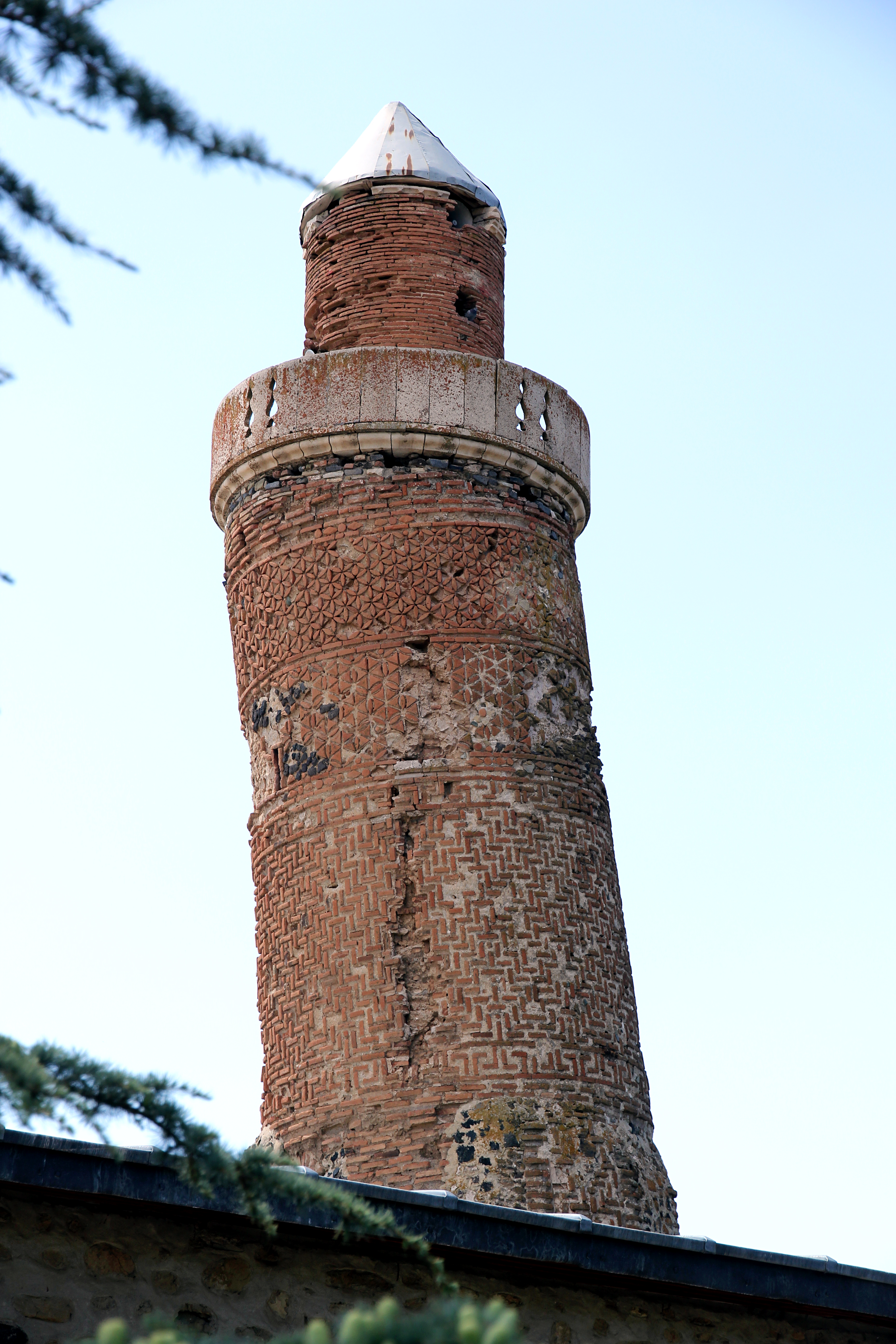
Schiefes Minarett der Ulu Cami

### Festungen
Die Festung von Harput, auch Milchfestung (Süt Kalesi) genannt, liegt im Südosten der Stadt und überragt das Tal. Die Festung wurde von den Urartäern errichtet und später von den Römern, Byzantinern und Arabern restauriert. Die Festung besteht aus einer inneren und einen äußeren Burg.

### Moscheen
- Ulu Cami, die Große Moschee wurde von dem ortoqidischen Herrscher Fahrettin Karaslan zwischen 1156 und 1157 erbaut. Sie zählt damit zu den ältesten und wichtigsten Moscheen Anatoliens.
- Die Kurşunlu Cami zählt zu den schönsten osmanischer Moscheen.
- Die Ağa Camii liegt links von der Hauptstraße in Harput. Ihre Kuppel ist eingestürzt und nur ein Minarett steht noch. Sie soll 1559 von Pervane Ağa errichtet worden sein.
- Alacalı Cami, artukidische Moschee vom Anfang des 13. Jahrhunderts.

### Kirchen
- Meryem Ana Kilisesi: Die Kirche der heiligen Mutter Maria liegt in der Nähe der Festung. Die Rückwand der Kirche lehnt sich an den Felsen, auf dem die Festung steht und wirkt daher wie ihre Verlängerung. Sie wurde 1179 errichtet und ist auch als Kızıl Kilise (Rote Kirche), Süryani Kilisesi (Aramäische Kirche) und Yakubi Kilisesi (Jakobiter-Kirche) bekannt.
- Bis zum Völkermord an den Armeniern gab es in Harput fünf armenisch-apostolische Kirchen, darunter Surp Hagop, Surp Garabed, Surp Istepanos und Surp Nschan.[8]

### Höhlen
Vier Kilometer von der Stadt Harput entfernt liegt die Buzluk Mağarası (Eishöhle). In der Höhle herrscht im Sommer ein kühles und im Winter ein warmes Klima. Einwohner der umgebenden Dörfer versteckten früher oft ihre Nahrung in dieser Höhle. Früher nutzten Karawanen die Deve Mağarası (Kamelhöhle), sechs Kilometer von Harput in einem Tal gelegen, als Rastplatz, was ihr den Namen gab.

## Museen
Das Harputmuseum präsentiert Funde aus der Stadt und Umgebung. Es ist seit 2003 geschlossen und soll nach einem Umbau als Kulturhaus wieder eröffnet werden.

## Verschiedenes
Der österreichische Botaniker Franz Joseph Freyn (1845–1903) benannte eine weißblühende wilde Lauchart, die in der östlichen Türkei und im Iran vorkommt (Allium kharputense) nach der Stadt. Auch andere endemische Arten der Region tragen den Namen der Stadt, auch als Harput (Alyssum harputicum), Karput (Astragalus karputanus) oder Charput (Verbascum charputense Murb.) geschrieben.

## Hier geborene Persönlichkeiten
- Sahag II. Khabayan (1849–1939), Katholikos des Großen Hauses von Kilikien
- Ashour Yousef (1858–1915), Professor, Journalist und Opfer des Völkermords an den syrischen Christen
- Karekin Deveciyan (1867 oder 1868–1964), Funktionär
- Schahan Natali (1884–1983), Politiker und Schriftsteller
- Fuat Sanaç (* 1954), Präsident der Islamischen Glaubensgemeinschaft in Österreich (IGGiÖ)